# Gmina Green (hrabstwo Mahoning)
Gmina Green (ang. Green Township) – gmina w Stanach Zjednoczonych, w stanie Ohio, w hrabstwie Mahoning. W 2020 roku liczyła 3414 mieszkańców.